# 肉弾挺身隊
『肉弾挺身隊』（にくだんていしんたい）は、1944年（昭和19年）に大日本映画製作会社が製作した戦争映画・国策映画である。

## 概要
小林忠悳の原作を得て、ガダルカナル島の戦いにおける前線部隊を描いた文部省推薦・情報局国民映画。過酷な状況下、命を賭して敵兵と戦い続ける部隊は最後に敵飛行場に斬り込み、施設の爆破に成功する。戦闘シーンでは短剣術の対銃剣格闘を応用した技などがリアルに再現された。戦況の悪化から南方ロケが出来ず、撮影は九州で行われた。物資不足の中の困窮した撮影であったという。
東京国立近代美術館フィルムセンター（NFC）に30分尺の上映用プリントが現存している。

## あらすじ
南太平洋の孤島、夜明け前の密林を進む一行。桶口中佐、木下一等兵ら4名は兵団長の使命を帯びて、大内部隊の支援に向かっていた。突然深い霧の中から「誰かーツ」と叫び声と共に歩哨が現れた。泥だらけで肉の落ちた頬の姿をしていた。歩哨に案内された一行は大内大佐や副官から歓迎を受け、そこで兵団長の訓示と最前線で館林中尉の戦死を伝える。灼熱や食糧不足に悩まされ、日夜襲撃する敵機に数少ない味方が一人一人倒れていく。大内大佐は意を決し、敵陣地を奇襲する5名の肉弾挺身隊を結成させ、敵飛行場、砲兵陣地を襲撃せよと北澤少尉に命令を下す。兵はなけなしの米や食糧を出し合い、挺身隊に「必ず成功して生還せよ」と激励する。5名の挺身隊は密林地帯に潜入し、敵占領地域に進出。出発して10日目、一行の目前に白い川のようなコンクリートの滑走路が現れ、ついに飛行場へ到達する。背後に回りながら待機中の飛行機やガソリンタンク、敵砲兵陣地の所在を確認した一行は飛行場の脇に集合し、部下にそれぞれの任務が与えられる。敵基地は次々と大爆発を起こし、火柱が高々と舞う。その夜明け、5人の挺身隊の成功は見張りの伝令から大内部隊に報告されるのだった。

## キャスト
- 大内大佐 - 押本映治
- 菅原大尉 - 北龍二
- 桶口中佐 - 佐伯秀男
- 筒井中尉 - 水島道太郎
- 金貝上等兵 - 山田春夫
- 内藤曹長 - 佐々木正時
- 北澤少尉 - 若原雅夫
- 岩佐伍長 - 花布辰男
- 山村上等兵 - 宮崎準之助
- 結城上等兵 - 鳴神淨
- 井上一等兵 - 小原利之
- 見明凡太郎
- 伊沢一郎

## 評価
飯島正は「挺身隊がのりこんで、爆破に成功するところは、あんまりチャチである。人がまるでいない敵基地なんて、非常識。最後があまりひどいので、印象を悪くする。惜しいと思う」と酷評した。
本作は雑誌で「南方の一孤島に突入せる肉弾挺身隊が生米をかじり草を食って頑張り、密林を超え灼熱の太陽に焼かれ滝のようなスコールに叩かれてなお敵の腹中に迫り、部隊長以下ことごとく負傷するも血闘の意気物凄く、あるいは死に直面して粛然と軍人勅諭を奉唱する神兵の鬼神を泣かしむる皇軍魂の崇高なる敢闘精神を描いたもの」と宣伝された。